# Малая (Вологодская область)
Малая — деревня в Вожегодском районе Вологодской области.
Входит в состав Тигинского сельского поселения, с точки зрения административно-территориального деления — в Тигинский сельсовет.
Расстояние по автодороге до районного центра Вожеги — 21,5 км, до центра муниципального образования Гридино — 1,5 км. Ближайшие населённые пункты — Коневка, Савинская, Щеголиха, Петровка, Левинская, Осподаревская, Гридино, Степаниха.
По переписи 2002 года население — 10 человек.